# Europäische Charta für Forscher
Die Europäische Charta für Forscher, auch Charta der Wissenschaft genannt, ist ein von der Europäischen Kommission herausgegebener Kodex für Forscher und ihre Arbeitgeber bzw. Förderer. Die Charta für Forscher umreißt Rechte und Pflichten der Forscher und ihrer Förderungsinstitutionen, der anschließende Verhaltenskodex für die Einstellung von Forschern formuliert Prinzipien für die Vergabe von Forscherstellen und Förderungen.
Sie wurde am 11. März 2005 von der Europäischen Kommission veröffentlicht. Die Kommission will mit dieser Empfehlung „zur Entwicklung eines attraktiven, offenen und beständigen europäischen Arbeitsmarktes für Forscher“ beitragen.

## Inhalt der Charta
Das Papier gliedert sich in drei Teile: im ersten Teil werden Rechte und Pflichten jedes Forschers behandelt: Freiheit der Forschung, ethische Grundsätze des Forschers, wissenschaftliche Redlichkeit sowie Veröffentlichungs- und Erklärungspflicht.
Der zweite Teil enthält allgemeine Grundsätze und Anforderungen für Arbeitgeber, Forschungsförderer und Geldgeber. Arbeitgeber und Förderer sollten ein motivierendes Arbeitsumfeld schaffen; alle Forscher, die eine entsprechende Berufslaufbahn eingeschlagen hätten, seien als Angehörige einer Berufsgruppe anzusehen und entsprechend respektvoll zu behandeln, vom Doktoratsstudenten bis zum Lehrstuhlinhaber.
Für Nachwuchsforscher wird in der Charta eine vertraglich festgehaltene Betreuungs- und Arbeitsbeziehung eingefordert.
Forscher seien auf allen Stationen ihrer beruflichen Laufbahn angemessen zu besolden. Der Trend, Wissenschaftlern nur noch kurzfristige Arbeitsverträge zu geben, wird ausdrücklich kritisiert. Auch werden Renten-, Sozial- und Krankenversicherung als wünschenswert angeführt, was in der Praxis auf eine Vermeidung von Stipendien zu Gunsten von Dienstverhältnissen hinausläuft. Flexible Arbeitszeitmodelle und Kinderbetreuungsmöglichkeiten sollen es ermöglichen, Beruf und Familie miteinander in Einklang zu bringen.
Der dritte Teil, der Verhaltenskodex für die Einstellung von Forschern, formuliert Grundsätze für die Einstellung von Forschern. Arbeitgeber und Forschungsförderer sollen Einstellungsverfahren festlegen, die offen, effizient, transparent und international vergleichbar sind. In Auswahlausschüssen müsse sowohl ein breites Spektrum an Fachkenntnissen und Fähigkeiten vertreten sein, als auch ein ausgewogenes Verhältnis zwischen Männern und Frauen herrschen. Gefordert wird eine breite Palette an Auswahlmethoden wie zum Beispiel Bewertungen durch externe Fachverständige oder persönliche Bewerbungsgespräche.

## Ziel und Umsetzung
Ziel ist, dass die Empfehlungen nach und nach national umgesetzt werden, dass Charta und Verhaltenskodex eine Qualitätssiegel für Forschungseinrichtungen und Förderinstitute werden.
Zukünftig sollen sich Wissenschaftler innerhalb der Europäischen Union an eine zentrale Beschwerdestelle wenden und eine Überprüfung veranlassen können, wenn sie in der Charta formulierte Rechte oder Pflichten verletzt sehen – jedenfalls in den Fällen, in welchen sie selbst und ihre Universität oder ihr Unternehmen die Charta für Forscher unterzeichnet haben.
Allerdings wird die Charta für Forscher von manchen Forschungsinstitutionen lediglich als Vorbild, als „Best-Practice“-Modell akzeptiert, in anderen Erklärungen ist nur vom längerfristigen Ziel einer Umsetzung die Rede.
Eine konsequente Umsetzung der Charta wird neben der Europäischen Kommission auch von anderen Organisationen in der Europäischen Forschungspolitik, etwa Eurodoc oder der Marie Curie Fellowship Association, gefordert.
In Österreich, Schweiz und Italien haben sich die Rektorenkonferenzen und einzelne Universitäten bereits für die Umsetzung der Charta ausgesprochen.

## Kritik
- Deutsche Wissenschaftsorganisationen bemängeln, dass der Begriff des 'Forschers' in der Charta zu weit gefasst ist.
- ESIB weist in einer Stellungnahme darauf hin, dass Forschung schon im Magisterstudium beginnt, und nicht erst mit dem Doktorat.
- Kommentatoren sehen die Freiheit der Forschung nicht abgesichert; es solle deutlich gemacht werden, dass für Wissenschaftler auch solche Forschungsprojekte möglich sein müssen, deren gesellschaftliche Relevanz nicht unbedingt auf den ersten Blick sichtbar ist . Die Charta für Forscher sei ein „quasi offizieller Sanktus“ für die „Ökonomisierung der Forschung“ (Heureka 2/05).
- Die finanziellen Konsequenzen der Implementierung der Charta für Forscher sind nicht zu vernachlässigen. Insbesondere die Einführung einer sozialen Absicherung für alle Forscher verursache hohe Kosten für Deutschland, wo steuer- und sozialleistungsfreie Stipendien recht häufig sind. Daher wird befürchtet, dass bei gleichbleibenden finanziellen Mitteln weniger Forscher gefördert werden können.
- Da die Charta und der Verhaltenskodex lediglich empfehlenden Charakter haben, wird befürchtet, dass den Worten keine Taten folgen.